# Colleen Doran

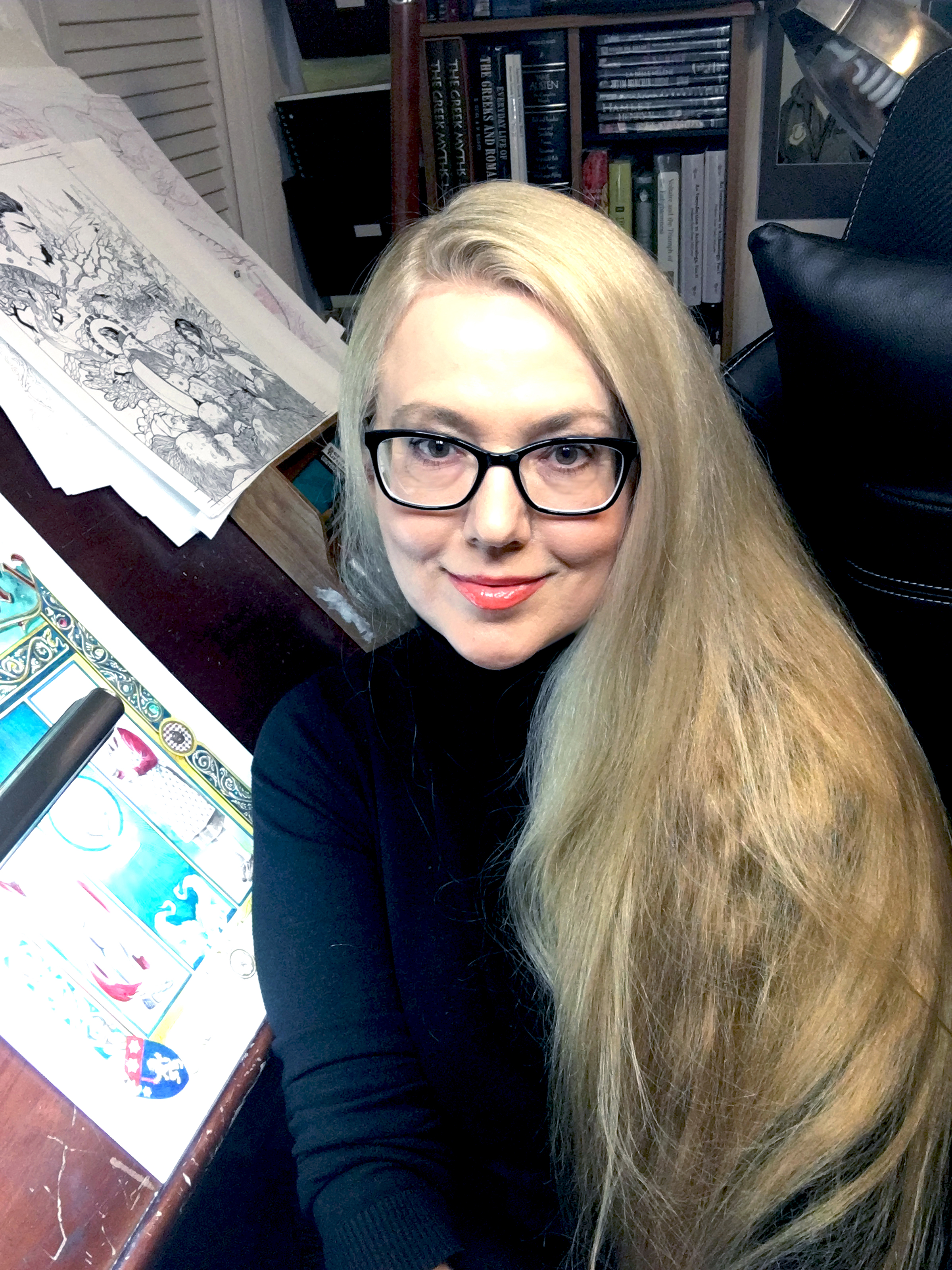
Colleen Doran, 2021

Colleen Doran (* 24. Juli 1963 in Cincinnati, Ohio) ist eine US-amerikanische Comic-Künstlerin, Illustratorin und Autorin. Im Alter von 12 Jahren schrieb und zeichnete sie ihre eigene Graphic Novel A Distant Soil, deren ersten Teil sie im Alter von 16 Jahren erstmals veröffentlichte. Als eine der ersten Comiczeichnerinnen ging sie in den Selbstverlag und arbeitete als selbstständige Künstlerin unter anderem für DC Comics und Marvel Comics.
Internationale Berühmtheit erlangte sie für ihre Adaptionen von Neil Gaimans Werken, insbesondere Snow, Glass, Apples und Chivalry. Ihre Arbeiten wurden unter anderem mit dem Eisner Award, Locus Award und dem Bram Stoker Award ausgezeichnet. Die von ihr illustrierten Werke Amazing Fantastic Incredible: A Marvelous Memoir (eine Biografie Stan Lees) und Troll Bridge wurden Bestseller der New York Times.

## Herkunft und Ausbildung
Eigenen Angaben zufolge wuchs Colleen Doran nahe dem Besucherzentrum der NASA auf, wohin ihr Vater sie oft auf Ausflügen mitnahm. Im Alter von fünf Jahren gewann Colleen Doran einen Zeichenwettbewerb von Disney on Ice und wollte daraufhin Künstlerin werden. Schon früh zeigte sich ihre Begeisterung für Comics, die sie sich durch Flaschensammeln finanzierte. In der Zeitung las sie besonders gern den fortlaufenden Comic Prinz Eisenherz. Als sie im Alter von 12 Jahren an Lungenentzündung erkrankte und lange das Bett hüten musste, begann sie zum Zeitvertreib zu zeichnen. Ein Freund ihres Vaters schenkte ihr in dieser Zeit einen Karton voller Comics, was sie dazu inspirierte, eigene Charaktere und Handlungen zu entwerfen. Ihre Arbeit gipfelte in ihrer Graphic Novel A Distant Soil, mit der sie sich seitdem so oft wie möglich beschäftigte.
In einem Interview erzählte Doran, ihre Familie sei arm und vorübergehend obdachlos gewesen. Ihre Mutter war eine ausgebildete Künstlerin, die zwischenzeitlich als forensische Ermittlerin arbeitete, und ihr Vater war Polizist. Mitunter habe die Familie beim gemeinsamen Essen Kriminalfälle der Polizei diskutiert, was Dorans starkes Interesse an menschlichem Verhalten begründete, insbesondere wenn es von der Norm abwich. Auch brachte ihr Vater Tatortfotos nach Hause und ließ sie und ihren Bruder Schlussfolgerungen ziehen. Eine Weile lang wollte sie daher einen Doktortitel in Forensik erwerben. Dennoch blieb das Zeichnen ihre große Leidenschaft.

## Karriere

### 1980er und 1990er Jahre
Obwohl ihre Mutter ihr Hinweise zur Malerei gab und sie mit Literatur versorgte, brachte Doran sich ihr Handwerk zum Großteil selbst bei und experimentierte mit verschiedenen Stilen. Im Alter von 15 Jahren besuchte sie ihre erste Science-Fiction-Convention, wo sie erstmalig ihre eigenen Werke verkaufte und von der Inhaberin einer Werbeagentur entdeckt wurde. Bis zum Abschluss der High School arbeitete sie als Illustratorin und wurde von Steve Miller und Sharon Lee für deren Kunstagentur verpflichtet. Ihr Comic A Distant Soil wurde nach ersten Veröffentlichungen in Fanzines von WaRP Graphics unter Vertrag genommen, als Doran 16 Jahre alt war.
In den frühen 1980er-Jahren arbeitete sie für Frank Kelly Freas, der sich von ihrer Kunst beeindruckt zeigte und ihr Empfehlungsbriefe für Universitäten und Stipendien schrieb. Für Doran nahm er die Rolle eines Mentors ein, allerdings sah sie an ihm auch, wie dringend Künstler anpassungsfähig bleiben müssen.

„Er war völlig abhängig davon, dass andere Menschen grundlegende Dinge für ihn erledigten. Nun war Kelly in seinen 60ern, während ich für ihn arbeitete, und ich war 19 bis 21, das ist schon ein großer Unterschied. Aber ich sah dasselbe Verhalten in vielen Künstlern, die ich über die Jahre traf. Und ich sah den Preis, den sie dafür zahlten. Die Welt entwickelt sich weiter und sie tun es nicht. Ich entschied, dass es mir nicht so ergehen würde.“

In den 1980er Jahren war Colleen Doran eine von sehr wenigen Frauen, die als Comiczeichnerinnen arbeiteten. Mehrere Male erlebte sie Diskriminierungen, da manche Auftraggeber sich weigerten, eine Frau anzustellen, oder ihr lediglich im Tausch gegen sexuellen Handlungen ihr Gehalt auszahlen wollten. Umso mehr wusste sie die Unterstützung anderer männlicher Kollegen zu schätzen und äußerte sich lobend über Dick Giordano, der sie gegen Anfeindungen energisch in Schutz nahm. Ihre eigenen Erfahrungen als selbstständige Comiczeichnerin inspirierten Colleen Doran später zu mehreren Blogartikeln, in denen sie Nachwuchskünstler vor Fallstricken und schwarzen Schafen der Comicbranche warnte, z. B. 101 Things Your Publisher Doesn’t Want You to Know und Very Bad Publishers. Zusätzlich gab sie wertvolle Hinweise zur eigenen Krankenversicherung als freiberufliche Comickünstlerin, zur finanziellen Absicherung und zur Organisation der Arbeit von zu Hause aus.
In ihrer Anfangszeit kam erschwerend hinzu, dass viele Verleger einer Frau lediglich Projekte zutrauten, die klassisch feminine Themen behandelten. So bot Marvel Comics ihr zunächst lediglich die Illustration eines Barbie-Comics an. Allerdings konnte Doran aushandeln, auch an anderen Projekten mitzuarbeiten, wie Sword of the Swashbuckler und der Comicversion von Nightbreed. Ihre Fähigkeiten ermutigten die Verleger, sie auch an großen Reihen wie Amazing Spider-Man mitarbeiten zu lassen. 1991 adaptierte sie Anne Rice’ The Master of Rampling Gate: A Graphic Tale of Unspeakable Horror als Graphic Novel, indem sie für die Illustrationen Aquarelle malte.
Im Laufe der Zeit knüpfte sie Kontakte zu anderen Künstlern. Während der Einarbeitungszeit bei Marvel Comics lernte Doran Stan Lee kennen. „Stan arbeitete damals viel in der Abteilung für besondere Projekte und ich vergaß niemals, wie gut er mich behandelte, obwohl ich ein absoluter Niemand war. Es machte großen Eindruck auf mich.“ Durch Keith Giffens Vermittlung arbeitete Doran an einigen DC Comics mit, darunter Legion of Super-Heroes, Justice League 3001 und Reign of the Zodiak. Aus ihrem Kontakt zu Neil Gaiman, für den sie in den frühen 1990er-Jahren mehrere Ausgaben des Sandman illustrierte, entwickelte sich eine jahrelange Zusammenarbeit.

### 2000er und 2020er Jahre

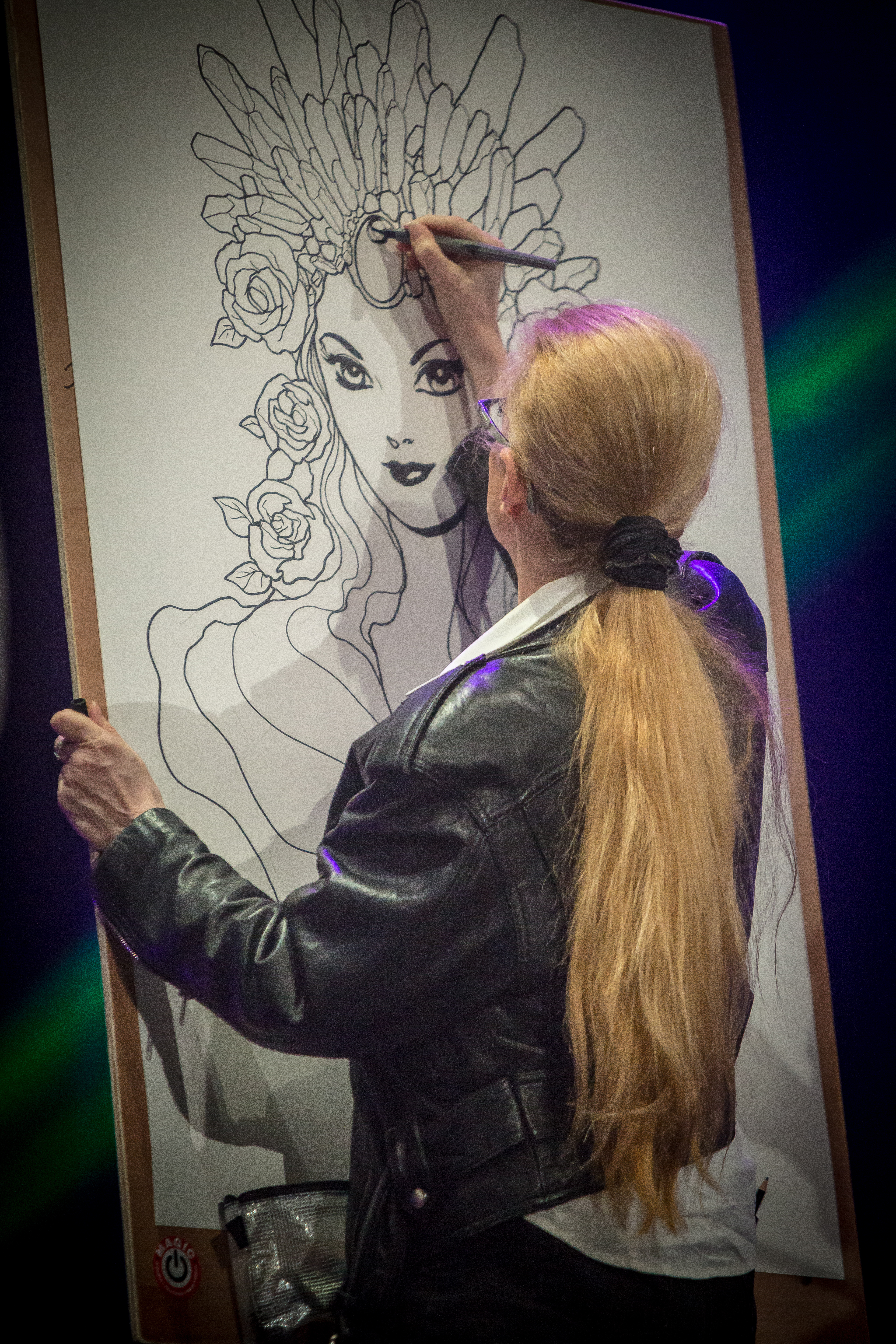
Colleen Doran auf der MAGIC Monaco 2018

Im Jahr 2001 arbeitete Colleen Doran gemeinsam mit Warren Ellis an ihrem ersten Webcomic, Super Idol, womit sie deutlich mehr Leser erreichte als zuvor. Ihr großer Durchbruch als Künstlerin kam mit dem Projekt Orbiter im Jahr 2003, für das sie erneut mit Warren Ellis zusammenarbeitete. Hierfür verwendete sie einen anderen Stil als in ihrem Projekt A Distant Soil und den Comics der großen Verlagshäuser und bewies damit zum ersten Mal einem großen Publikum ihre Vielseitigkeit. Jahre später sagte sie in Bezug auf ihre verschiedenen Stile: „Seit meinen frühsten Interviews sagte ich immer wieder, Zeichnerin zu sein ist wie Schauspielerin zu sein. Jedes Buch ist eine andere Rolle.“
2005 war sie Rednerin auf dem Singapore Writers Festival zum Thema Graphic Novels und die Zukunft der Literatur. Als begeisterte Leserin von Mangas brachte sie 2006 ihr Buch Girl to Grrrl Manga: How to Draw the Hottest Shoujo Manga heraus. 2007 erschien der Folgetitel Manga Pro Superstar Workshop: How to Create and Sell Comics and Graphic Novels. 2011 arbeitete sie für das Comic Mangaman zeitweilig im Manga-Stil und unterrichtete ein Wochenende lang eine Comics Masterclass in Sydney. Im selben Jahr nahm sie an einer Podiumsdiskussion in Washington, D.C. teil, um die Rechte der Künstler gegen Urheberrechtsverletzungen im Internet zu schützen.
Im Jahr 2012 arbeitete sie gemeinsam mit Derek McCulloch an der Graphic Novel Gone to Amerikay, einer Familiensaga über irische Einwanderer. Für dieses Projekt recherchierte Doran ausgiebig Kunst, Mode und Inneneinrichtung der jeweiligen Epoche, um historisch akkurate Illustrationen anfertigen zu können. Auf Vorschlag ihres Bekannten Peter David wählte Stan Lee Doran als Illustratorin für seine Biografie Amazing, Fantastic, Incredible aus, die sich dadurch geehrt fühlte. Die Biografie erschien 2015 und wurde ein New-York-Times-Bestseller. Weitere große Erfolge folgten mit Adaptionen von Neil Gaimans Kurzgeschichten.
2021 waren Werke von Colleen Doran Teil der Ausstellung Women in Comics in Rom. Von Juli 2021 bis Februar 2022 wurden einige ihrer Bilder in der Ausstellung The Legend of Wonder Woman im Cartoon Art Museum ausgestellt, von April bis September desselben Jahres folgte ihre Ausstellung Chivalry: The Art of Colleen Doran. Von März bis Juli 2023 fand in New York die Ausstellung Colleen Doran Illustrates Neil Gaiman statt.

## Werke

### A Distant Soil
Bereits mit 16 veröffentlichte Colleen Doran die ersten Ausgaben ihrer Graphic Novel A Distant Soil bei WaRP Graphics. Unzufrieden mit dem Verlag, der an ihrem Werk Änderungen vornahm und sie in einen Urheberrechtsstreit verwickelte, wechselte Doran 1987 nach 9 Ausgaben ihres Comics zur Donning Company. Dort erhielt sie die Möglichkeit, ihre Graphic Novel noch einmal entsprechend ihren eigenen Ideen von vorn zu beginnen, und veröffentlichte die beiden Sammelbände Immigrant Song und Knights of the Angel. Nach Donnings Insolvenz gehörte sie zu den Magnificent Seven, einer Gruppe unabhängiger Künstler, die als erste ihre Werke abseits der großen Verlage im Selbstverlag herausbrachten. Ab 1991 erschien A Distant Soil im Selbstverlag Aria Press, bis Doran 1996 zu Image Comics wechselte, wo die Serie seitdem erschien.
- 1987: Immigrant Song. Donning/Starblaze, ISBN 0-89865-514-5
- 1989: Knights of the Angel. Donning/Whitford Press, ISBN 0-89865-557-9
- 1997: The Gathering (Sammelausgabe der Hefte 1–13). Image Comics, ISBN 1-887279-51-2
- 1998: The Ascendant (Sammelausgabe der Hefte 14–25). Image Comics, ISBN 1-58240-018-0
- 2001: The Aria (Sammelausgabe der Hefte 26–31) Image Comics, ISBN 1-58240-201-9
- 2005: Coda (Sammelausgabe der Hefte 32–38) Image Comics, ISBN 1-58240-478-X

Kurz nach der Veröffentlichung von Coda stellte sich heraus, dass die beauftragte Druckerei die Negative von A Distant Soil verloren hatte. Digitale Kopien gab es noch nicht und sowohl der erste als auch der vierte Sammelband waren vergriffen. Um die Serie dennoch neu auflegen zu können, heuerte Doran einen Grafiker an, der die Negative anhand der Originalkunst wieder herstellte. Finanziert wurden die Neudrucke durch Online-Verkäufe ihrer Kunstwerke. Ab 2013 erschienen somit die digital überarbeiteten Ausgaben:
- 2013: The Gathering TPB Volume I (Sammelausgabe der Hefte 1–13 mit neuen Inhalten). Image Comics/Shadowline, ISBN 978-1-60706-787-0
- 2014: The Ascendant TPB Volume II (Sammelausgabe der Hefte 14–25 mit neuen Inhalten). Image Comics/Shadowline, ISBN 978-1-60706-834-1

### Projekte mit Neil Gaiman
Colleen Doran illustrierte mehrere Comics von Neil Gaiman:
- 1991: Sandman Volume III: Dream Country. DC Comics/Vertigo ISBN 978-1-4012-2935-1
- 1993: Sandman Volume V: A Game of You. DC Comics/Vertigo ISBN 1-56389-093-3
- 1994: Sandman: A Gallery of Dreams. DC Comics/Vertigo
- 1996: The Death Gallery. DC Comics/Vertigo
- 2006: The Absolute Sandman Volume I. DC Comics/Vertigo ISBN 978-1-4012-1082-3
- 2007: The Absolute Sandman Volume II. DC Comics/Vertigo ISBN 978-1-4012-1083-0
- 2013: Sandman Omnibus Volume 1. DC Comics/Vertigo ISBN 978-1-4012-4188-9
- 2017: American Gods, Ausgabe 4. Dark Horse Comics
- 2022: Norse Mythology Band 3, Ausgaben 3 und 4. Dark Horse Comics

Ebenso adaptierte Doran mehrere Kurzgeschichten Gaimans als Graphic Novels:
- 2016: Troll Bridge. Dark Horse Comics, ISBN 1-5067-0008-X
- 2019: Snow, Glass, Apples. Dark Horse Comics, ISBN 1-5067-0979-6
- 2022: Chivalry. Dark Horse Comics, ISBN 1-5067-1911-2

Für Snow, Glass, Apples, eine Horrorversion des Märchens Schneewittchen, ließ Doran sich vom Stil des Künstlers Harry Clarke inspirieren. Sie benutzte dekorative Elemente, um den Erzählfluss auch ohne die für Comics typischen Bildabgrenzungen steuern zu können, und verglich die Wirkung der schmückenden Einzelheiten in den Bildern mit einem Mandala. Mit dem Buch gewann sie 2019 den Bram Stoker Award für Superior Achievement in a Graphic Novel sowie 2020 den Eisner Award für Best Adaptation from Another Medium und den Ringo Award für Best Original Graphic Novel.
Für Chivalry nutzte Doran einen Stil, den Kritiker mit den Illustrationen mittelalterlicher Manuskripte verglichen. Mit dem Buch gewann Doran 2023 den Eisner Award für Best Adaptation from Another Medium sowie den Locus Award für Best Illustrated and Art Book. Über die Graphic Novel sagte sie:

„Ich wollte Neil Gaimans Chivalry adaptieren, seit er mir vor Jahrzehnten um 1 Uhr nachts einen Entwurf der Geschichte per Faxgerät schickte. Es ist eine von Neils schönsten, bezauberndsten Geschichten und ich weinte vor Freude, als ich erfuhr, dass ich die Bearbeitung machen würde. Ich bringe all mein Herzblut in meine Kunst ein, benutzte die Illustrationsstile des Goldenen Zeitalters und Studien der Buchmalerei. Es ist für mich ein Heiliger Gral. Ich hoffe wirklich, dass es den Menschen Freude bereitet.“

2023 kündigte Gaiman an, dass Colleen Doran seinen und Terry Pratchetts Roman Ein gutes Omen als Graphic Novel adaptieren werde.

### Marvel Comics (Auswahl)
- 1986: Sword of the Swashbuckler
- 1988: Marvel Fanfare Nr. 38
- 1989: Amazing Spider-Man Nr. 326
- 1990: Excalibur Nr. 28
- 1991: The Guardians of the Galaxy Annual Nr. 3; Marvel Fanfare Nr. 55
- 2000: Power Pack; Mutant X Annual
- 2005–2006: Book of Lost Souls
- 2007: Friendly Neighborhood Spider-Man Nr. 1
- 2009: Amazing Spider-Man Nr. 600
- 2014: S.H.I.E.L.D. Nr. 4
- 2021: Captain Marvel: Marvels Snapshots[20]

### DC Comics (Auswahl)
- 1985: Amethyst, Princess of Gemworld Volume 2, Ausgabe 12
- 1994: Legion of Super-Heroes Annual Volume 4, Ausgabe 5
- 1998: Wonder Woman: The Once and Future Story
- 2003: Orbiter
- 2003–2004: Reign of the Zodiac, Ausgaben 1–8
- 2012: Gone to Amerikay
- 2014: The Vampire Diaries Volume 1, Ausgaben 1, 3 und 6
- 2016: Justice League 3001 Volume 1, Ausgabe 6, 9, 10 und 12
- 2021: Sensational Wonder Woman Volume 1, Ausgaben 3 und 5

### Diverse (Auswahl)
- 1991: The Master of Rampling Gate: A Graphic Tale of Unspeakable Horror von Anne Rice
- 1992: Walt Disney’s Beauty and the Beast: A Tale of Enchantment. Disney Comics
- 2008: Tori Amos Comic Book Tattoo. Image Comics, ISBN 1-58240-964-1
- 2011: Mangaman. Houghton Mifflin, ISBN 978-0-547-42315-9
- 2015: Amazing Fantastic Incredible: A Marvelous Memoir. Gallery 13, ISBN 978-1-5011-0776-4
- 2022: Generation Wonder: The New Age of Heroes. Amulet Books, ISBN 1-4197-5446-7

## Preise und Auszeichnungen (Auswahl)
- 1992: Eisner Award (Gruppenpreis): Best Continuing Series für Sandman
- 1993: Eisner Award (Gruppenpreis): Best Continuing Series für Sandman
- 2009: Eisner Award; Harvey Award für Tori Amos Comic Book Tattoo
- 2020: Eisner Award; Bram Stoker Award; Ringo Award für Snow, Glass Apples
- 2023: Eisner Award; Locus Award; Ringo Award für Chivalry

1989 erhielt Colleen Doran den Delphi Institute Grant der United States Information Agency. 1996 war sie die Vertreterin Amerikas auf dem Mangaseminar in Tokio.
2007 wurde Colleen Doran in die Lulu Awards Women Cartoonists Hall of Fame aufgenommen. Als zweite Frau wurde sie 2017 in die Wizard World Hall of Legends aufgenommen.